# San Tammaro
San Tammaro ist eine italienische Gemeinde (comune) mit 5785 Einwohnern (Stand 31. Dezember 2023) in der Provinz Caserta in Kampanien. Die Gemeinde liegt etwa 8,5 Kilometer westlich von Caserta im Agro Aversano, nicht weit von der Tifata.

## Sehenswürdigkeiten

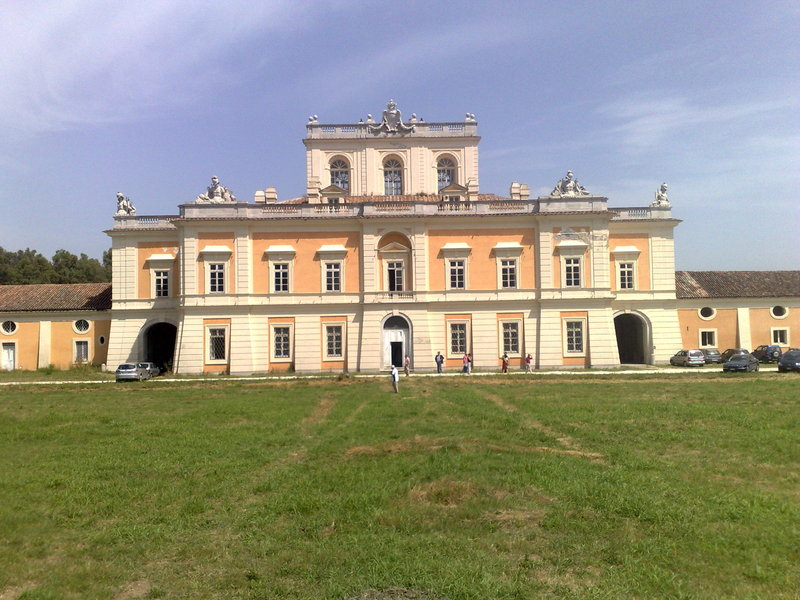
Schloss Carditello

Im Ortsteil Carditello befindet sich mit dem Herrenhaus Reale Tenuta di Carditello ein Bourbonenschloss.

## Verkehr
Durch die Gemeinde führt die Strada Statale 7bis Via Appia.